# Ao 192 (航空機)
アゴ Ao 192
- 用途：軽輸送機
- 製造者：AGO（AGO Flugzeugwerke（英語版））
- 運用者：武装親衛隊
- 初飛行：1935年
- 生産数：9機

アゴ Ao 192 クーリエ（Ago Ao 192 Kurier）は、 1930年代にドイツのAGO社（AGO Flugzeugwerke）が設計、製造した小型の双発機である。3機の試作機の後に6機が少量生産され、輸送機として使用された。

## 設計と開発
AGO社は、ゴータ Go 146やジーベル Fh 104と同じ小型航空機の要求に応えた双発の多用途機の設計を携えて、1934年に再興された。
AGO社設計のAo 192は、全金属製の片持ち式低翼単葉機であり、モノコック製胴体に2名の操縦士が密閉式の操縦席に並列に座り、独立した客室に5名の乗客が搭乗した。2基の出力179 kW (240 hp) のAs 10 エンジンと引き込み式の尾輪式降着装置を装備していた。
試作初号機は1935年半ばに初飛行を行い、初号機に似た2号機が直ぐ後に続いた。試作3号機は更に多くの乗客を収容できるように深い胴体を持ち、強力なエンジンと改良された降着装置を備えており、これが軽輸送機、救急搬送機や測量機として計画されたAo 192Bの基礎となった。加えて小型偵察機や軽爆撃機といった数種類の軍用機版が提案された。
しかしAGO社はドイツ空軍から他社製航空機のライセンス生産を多量に受注していたため、僅か6機しか製造されなかった。

## 運用の歴史
6機の量産型は国家が購入し、1機はドイツ労働戦線の長ロベルト・ライの専用機として使用され、残りは武装親衛隊で輸送機としてとレヒリンのテスト・センターで使用された。

## 派生型
Ao 192 V1
アルグス As 10 Cエンジンを搭載した試作初号機。
Ao 192 V2
水平尾翼を支柱で補強した試作2号機。
Ao 192 V3
アルグス As 10 Eエンジンを搭載し、胴体と降着装置を改良した試作3号機。
Ao 192B
V3を基にした量産型、6機製造。

## 要目
(Ao 192B) Air International June 1977 
- 乗員：2名
- 搭載量：乗客6名
- 全長：10.98 m (36 ft 0 in)
- 全幅：13.54 m (44 ft 5 in)
- 全高：3.64 m (11 ft 11 in)
- 翼面積：25.04 m² (269.5 ft²)
- 空虚重量：1,640 kg (3,616 lb)
- 最大離陸重量：2,950 kg (6,504 lb)
- エンジン：2 × アルグス As 10 空冷倒立V型エンジン、200 kW (270 hp)
- 最大速度：335 km/h (208 mph; 181 kn) at 2,000 m (6,560 ft)
- 巡航速度：238 km/h (148 mph; 129 kn) at 2,000 m (6,560 ft)
- 巡航高度：6,600 m (21,650 ft)
- 航続距離：1,360 km (845 mi; 734 nmi)